# Faten Ghattas
Faten Ghattas (sinh ngày 13 tháng 10 năm 1964) là một vận động viên bơi lội người Tunisia. Cô đã tham gia bốn nội dung tại Thế vận hội Mùa hè 1984.